# Lidija Alexejewna Jewtjuchowa
Lidija Alexejewna Jewtjuchowa (russisch Лидия Алексеевна Евтюхова; * 18. Augustjul. / 31. August 1903greg. in St. Petersburg; † 31. Juli 1974) war eine sowjetische Prähistorikerin.

## Leben
Jewtjuchowa war die Tochter eines Ingenieurs und wuchs in Rostow auf. Sie begann nach der Oktoberrevolution als Sechzehnjährige neben dem Schulbesuch als Sekretärin und Maschinistin in einem Pädagogischen Technikum zu arbeiten. Dann wurde sie wissenschaftliche Mitarbeiterin des Rostower Heimatmuseums. Sie begann in der Rostower Abteilung des Moskauer Archäologie-Instituts zu studieren, aus der sie 1922 in die Abteilung für Archäologie und Kunstwissenschaft der Gesellschaftswissenschaftlichen Fakultät der Universität Moskau versetzt wurde. Unter Wassili Gorodzows Leitung absolvierte sie ein archäologisches Praktikum und beteiligte sich an Ausgrabungen auf Lagerplätzen, in Wallburgn und auf Kurganen. 1924 grub sie bei Swenigorod selbständig 10 slawische Kurgane aus und führte Ausgrabungen in der Oblast Moskau und bei Pljos durch.
Nach dem Abschluss des Studiums 1925 wurde Jewtjuchowa im Moskauer Historischen Museum angestellt. Sie inventarisierte und systematisierte Bestände aus der Zeit vor der Oktoberrevolution und beteiligte sich an der Einrichtung von Ausstellungen zur Archäologie Sibiriens.
Ab 1930 arbeitete Jewtjuchowa in der von ihrem Mann Sergei Kisseljow geleiteten Sajan-Altai-Expedition in Südsibirien. Auf dem Gräberfeld Kopjonski Tschaatas am linken Ufer des Jenissei bei Bograd in Chakassien (später vom Krasnojarsker Stausee überflutet) wurde in den riesigen Stein-Kurganen der Jenissei-Kirgisen Gold- und Silber-Essgeschirr mit alttürkischen Inschriften und Pferdegeschirr-Schmuck lokaler Meister gefunden. Unter Jewtjuchowas Führung begann 1941 vor Beginn des Deutsch-Sowjetischen Kriegs die Ausgrabung des 1940 entdeckten Taschebinski-Palasts der Hunnen-Sarmaten-Zeit (1. Jahrhundert v. Chr.) am Abakan bei der Stadt Abakan.
Während des Kriegs wurde Jewtjuchowa Leiterin der Kommission für die Untersuchung und Dokumentation der Kriegsschäden in Istra und im Kloster Neu-Jerusalem. Auch beteiligte sie sich an der Arbeit der Kommission zur Inventarisation der Kriegsschäden in Dmitrow, Jachroma und Swenigorod. Die Ausgrabung des Taschebinski-Palasts wurde 1944–1946 fortgesetzt.
Jewtjuchowa verteidigte 1946 am Tuwinischen Forschungsinstitut für Sprache, Literatur und Geschichte mit Erfolg ihre Dissertation über die archäologischen Denkmäler der Jenissei-Kirgisen für die Promotion zur Kandidatin der historischen Wissenschaften, die 1948 veröffentlicht wurde. Nach der Promotion wurde sie wissenschaftliche Senior-Mitarbeiterin des Moskauer Instituts für Materielle Kultur der Akademie der Wissenschaften der UdSSR (AN-SSSR), das dann das Ainstitut für Archäologie wurde. Ihre Arbeit im Historischen Museum führte sie noch bis 1950 fort.
Ab 1948 arbeitete Jewtjuchowa als Gruppenleiterin und Vizeexpeditionsleiterin in der Archäologischen Mongolen-Expedition des Instituts für Archäologie der AN-SSSR und des Wissenschaftskomitees der Mongolischen Volksrepublik, die unter der Leitung Sergei Kisseljows in der Mongolei und Transbaikalien altmongolische Städte des 13.–14. Jahrhunderts untersuchen sollte. Die Ergebnisse wurden in einer Monografie zusammengetragen, die mit Jewtjuchowa als Hauptredakteurin 1965 erschien und einen Preis des Präsidiums der AN-SSSR erhielt. Jewtjuchowa hatte darin die Abschnitte über die Fresken, Münzen, Keramiken und Handwerker der Stadt Karakorum verfasst. 1953 hatte sie ihre Zeichnungen und Analysen der monumentalen Stein-Skulpturen von Kriegern der Türkenzeit in der Mongolei und Transbaikalien veröffentlicht, die später von Swetlana Pletnjowa benutzt wurden.
1953 wurde Jewtjuchowa wissenschaftliche Sekretärin und 1966 Leiterin der Abteilung für Prospektion des Instituts für Archäologie. Sie überprüfte und ergänzte die eingehenden Berichte und verbesserte die Untersuchungsmethodik.
Seit 1951 leitete Jewetjuchowa die Organisation der jährlichen Plenarausstellungen der Expeditionen des Instituts für Archäologie. Auf internationalen Ausstellungen in New York, Paris und London präsentierte sie die sowjetische Archäologie. An der Ausstellung Archäologie in der UdSSR in den Niederlanden, der BRD, der Schweiz und Italien war sie beteiligt. Sie leitete die Organisation der Jubiläumsausstellung 50 Jahre sowjetische Archäoologie 1967. 1963–1964 hatte sie die Übergabe der Ausgrabungsfunde der Mongolen-Expedition an die Eremitage organisiert. 1971 besuchte sie Nowgorod und Staraja Russa, um die Methoden der Untersuchung komplexer Denkmäler zu studieren und Ausgrabungen durchzuführen. Im selben Jahr besuchte sie auf Einladung des Tuwinischen Forschungsinstituts für Sprache, Literatur und Geschichte die Ausgrabung des Großkurgans von Arschan, bei der die von Michail Grjasnow geleitete Expedition die sehr komplexe Grabkonstruktion untersuchte.
Jewtjuchowa starb am 31. Juli 1974 und wurde auf dem Moskauer Nowodewitschi-Friedhof neben ihrem Mann Sergei Kisseljow begraben.

## Ehrungen, Preise
- Medaille „Für die Verteidigung Moskaus“
- Medaille „Für heldenmütige Arbeit im Großen Vaterländischen Krieg 1941–1945“
- Orden des Roten Banners der Arbeit (1953)
- Preis des Präsidiums der AN-SSSR (1965)